# ساقیه نجم
ساقیه نجم (به عربی: ساقیة نجم) یک روستا در سوریه است که در ناحیه مرکزی سقیلبیه واقع شده‌است. ساقیه نجم ۱٬۹۳۲ نفر جمعیت دارد.